# Sverker Belin
Sverker Belin, född 1949 i Gagnef, är en leg. psykolog/psykoterapeut, handledare, föreläsare och författare. Numera bosatt i Borlänge. 
Har skrivit tre böcker inom området psykiatri och psykoterapi/ miljöterapi med speciell inriktning på behandling av patienter med tyngre psykisk problematik, såsom psykos, personlighetsstörning, dubbeldiagnos och autistsmspektrumstörning.  

## Kuriosa
Sverker var en gång i tiden medlem i popgruppen Horanges och spelar numera  gitarr, keyboard och sjunger i kultbandet Sigges Fröjd tillsammans med fyra andra psykologer.